# Stabilimento Olivetti (Pozzuoli)
Lo stabilimento Olivetti è uno degli stabilimenti della società Olivetti costruito durante la presidenza di Adriano Olivetti, oggi non più proprietà dell'azienda originaria e divenuto comprensorio d'uffici e aziende varie.
Progettato negli anni cinquanta da Luigi Cosenza, lo stabilimento è un'opera di architettura moderna di Pozzuoli ed è un esempio di integrazione architettonica nel panorama naturale della costa napoletana.

## Storia
Nel 1951 Adriano Olivetti decide di aprire una fabbrica di macchine calcolatrici a Pozzuoli, scelta che rientra nell'ambito dei progetti di pianificazione sociale del Movimento Comunità per offrire posti di lavoro nell'Italia meridionale, con salari sopra le medie e assistenza alle famiglie degli operai.
Il progetto viene affidato all'architetto napoletano Luigi Cosenza, che lavora con la collaborazione di Adriano Galli, Pietro Ciaravolo, Pietro Porcinai e Marcello Nizzoli. La fabbrica diventa un esempio di integrazione nel panorama naturale della costa napoletana.
All'inaugurazione nel 1955 Adriano Olivetti affermò:
Nato per la produzione di calcolatrici e macchine da scrivere, negli anni 80' l'informatizzazione portò l'Olivetti a rendere lo stabilimento un centro di produzione computer, specializzato nel software (l'hardware era prodotto agli stabilimenti di Marcianise): nacque così quindi il Centro Tecnologie e Servizi di Impresa Olivetti. Nel 2004 la proprietà è passata al Fondo Tecla, società del Gruppo Pirelli. Alla chiusura del fondo, nel 2017, gli stabilimenti sono passati in mano alla DeA Capital Real Estate SGR.
Dopo essere stato per anni sede degli stabilimenti Olivetti, oggi ospita anche diverse altre attività, come il TIGEM e l'Istituto di Chimica Biomolecolare del Consiglio Nazionale delle Ricerche, uffici Vodafone e WindTre.

## Progetto
Situato su un'area di 15 ettari, il progetto della fabbrica si basa sull'idea di voler far entrare più luce naturale possibile: il rapporto tra spazi esterni e interni è in dimensione all'uomo e al lavoratore. Nonostante le continue modifiche dei cicli produttivi della Olivetti, l'opera civile ha avuto un'integrità nel complesso in grado di sostenere le nuove esigenze poste nel tempo. In aggiunta a ciò, vi è una forte integrazione tra il blocco architettonico e l'ambiente naturale circostante, con una meticolosa progettazione dei giardini a opera di Pietro Porcinai.
Dopo l'inaugurazione, lo stabilimento verrà espanso ulteriormente: tra il 1959 e il 1961, verrà costruito un altro braccio, trasversale a quello delle spine di montaggio e il collegamento parziale alla centrale termica; nel 1965 si prolungò l'officina, tuttavia non ripetendo gli stessi cardini architettonici della prima costruzione (questo comportò l'uso obbligato di lucernari al posto dei frangisole) e l'espansione della mensa; nel 1968 ci fu la costruzione di una nuova centrale termica più periferica e nel 1970, infine, ci fu un'ultima espansione con un'altra croce di officine, sviluppata secondo i principi originari della struttura.